# Yuzo Koshiro
Yuzo Koshiro (Japans: 古代 祐三, Koshiro Yūzō) (Hino (Tokio), 12 december 1967) is een Japans componist en audioprogrammeur. Hij wordt gezien als belangrijk vernieuwer op het gebied van chiptune- en computerspelmuziek. Hij schreef onder meer voor The Revenge of Shinobi (1989), Streets of Rage (Bare Knuckle in Japan) en The Story of Thor (Beyond Oasis).
In 1990 richtte Koshiro's moeder het bedrijf Ancient Corp. op, dat bijdroeg aan de ontwikkeling van een aantal computerspellen. Koshiro zelf bracht zijn muziek deels uit onder de bedrijfsnaam.
Zijn cd's met soundtracks werden in Japan bestsellers begin jaren 1990.

## Werken
Een selectie van computerspellen waar Koshiro muziek voor schreef:
- Xanadu: Scenario II
- Xanadu: Dragonslayer II
- Romancia
- Ys-serie (1987)
- Sorcerian (Sharp X68000)
- The Return of Ishtar (1988) (MSX)
- The Revenge of Shinobi (1989)
- The Scheme
- ActRaiser (1990) (SNES)
- Sonic the Hedgehog (1990) (Master System, Game Gear)
- Adventure Island-serie (1992)
- ActRaiser 2 (1993)
- Streets of Rage-serie (Mega Drive)
- Batman Returns (Master System, Game Gear)
- The Story of Thor-serie
- Wangan Midnight-serie (Arcade)
- Shenmue-serie (Dreamcast)
- Namco x Capcom (PlayStation 2)
- Dance Dance Revolution
- Castlevania: Portrait of Ruin (Nintendo DS)
- Etrian Odyssey-serie
- Kid Icarus: Uprising (2012)